# Coupe latine de rink hockey 2006
Navigation
Coupe latine de rink hockey 2004 Coupe latine de rink hockey 2008
La Coupe latine de rink hockey 2006 est la 23e édition de la compétition organisée par le Comité européen de rink hockey. Cette édition a lieu à Viareggio, en Italie du 14 au 16 avril 2006. L'Espagne remporte pour la neuvième fois ce tournoi.

## Déroulement
Les quatre équipes s'affrontent toutes une fois.

## Classement et résultats
| Rang | Équipe   | Pts | J | G | N | P | Bp | Bc | Diff |  | Résultats |  |     |     |     |
| ---- | -------- | --- | - | - | - | - | -- | -- | ---- |  | --------- |  | --- | --- | --- |
| 1    | Espagne  | 7   | 3 | 2 | 1 | 0 | 11 | 1  | +10  |  | Espagne   |  | 6-0 | 1-1 | 4-0 |
| 2    | Portugal | 6   | 3 | 2 | 0 | 1 | 11 | 8  | +3   |  | Portugal  |  |     | 2-1 | 9-1 |
| 3    | Italie   | 2   | 3 | 0 | 2 | 1 | 5  | 6  | -1   |  | Italie    |  |     |     | 3-3 |
| 4    | France   | 1   | 3 | 0 | 1 | 2 | 4  | 16 | -12  |  | France    |  |     |     |     |

### Sources
- (pt) Cet article est partiellement ou en totalité issu de l’article de Wikipédia en portugais intitulé « Taça Latina de 2006 » (voir la liste des auteurs).